# Département d'Intibucá
Le département d'Intibucá (en espagnol : Departamento de Intibucá) est un des 18 départements du Honduras.

## Histoire
Le département a été créé en 1883, par démembrement partiel du département de La Paz et de l'ancien département de Gracias.

## Géographie
Le département d'Intibucá est limitrophe :
- au nord, des départements de Santa Bárbara, de Lempira et de Comayagua,
- à l'est, des départements de Comayagua et de La Paz,
- au sud, de la république du Salvador,
- à l'ouest, du département de Lempira.

Il a une superficie de 3 072 km2.

## Subdivisions
Le département comprend 17 municipalités :
- Camasca
- Colomoncagua
- Concepción
- Dolores
- Intibucá
- Jesús de Otoro
- La Esperanza, chef-lieu (en espagnol : Cabecera)
- Magdalena
- Masaguara
- San Antonio
- San Francisco de Opalaca
- San Isidro
- San Juan
- San Marcos de Sierra
- San Miguelito
- Santa Lucía
- Yamaranguila

## Démographie
La population s'élève à 232 553 habitants au recensement de 2013.
La densité de population du département est de 76 hab./km2.